# 江汉平原

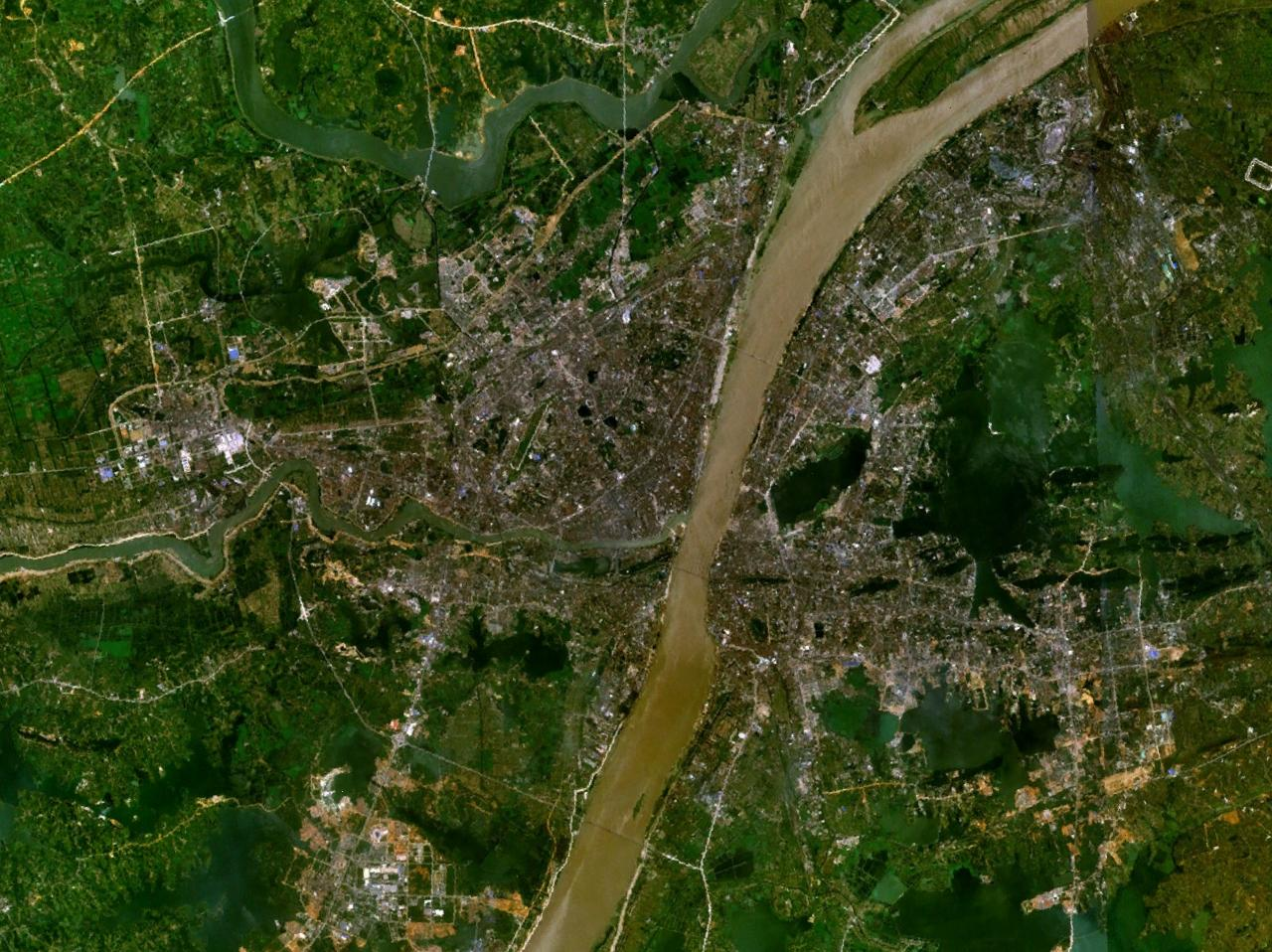
武漢一帶江汉平原空照

江汉平原，是位于中国湖北省中南部的一个冲积平原，由长江和汉水冲积而成，其范围西起枝江，东抵武汉，北达钟祥，南隔长江与洞庭湖平原相连，并与之合称为两湖平原。
江汉平原总面积3万多平方公里，大部海拔50米左右。河道曲折，湖泊密布，大部是古云梦泽的残留部分，著名的有洪湖、长湖等。由于该地地下水位极高，甚至有离地面仅0.5米者，故此遇到大雨或梅雨时间过长时，极易发生内涝，民国时有“沙湖沔阳洲，十年九不收”之谚。
该地农业发达，是中国重要的粮食产地，也是棉花的主要产区之一，另外，水产养殖业也是当地重要的产业。
江汉平原上还拥有湖北省唯一的规模油田：江汉油田。
江汉平原属副热带季风气候，具有雨量充沛、日照充足、四季分明等特点。一年中，1月平均气温最低；7、8月平均气温最高。由于居于内陆、距海洋远，周围地形如盆地、集热容易散热难，河湖多、晚上水汽多，伏旱时副高控制，因此夏季十分闷热。